# New Stanton (Pensilvania)
New Stanton es un borough ubicado en el condado de Westmoreland en el estado estadounidense de Pensilvania. En el año 2000 tenía una población de 1.906 habitantes y una densidad poblacional de 187.1 personas por km².

## Geografía
New Stanton se encuentra ubicado en las coordenadas 40°13′12″N 79°36′13″O / 40.22000, -79.60361.

## Demografía
Según la Oficina del Censo en 2000 los ingresos medios por hogar en la localidad eran de $32,206 y los ingresos medios por familia eran $38,981. Los hombres tenían unos ingresos medios de $33,487 frente a los $24,276 para las mujeres. La renta per cápita para la localidad era de $19,358. Alrededor del 10.8% de la población estaba por debajo del umbral de pobreza.